# ジョン・M・ウィル
ジョン・マイリン・ウィル（John Mylin Will、1899年9月15日 - 1981年5月5日）は、アメリカ合衆国の海軍軍人。最終階級は海軍中将。第二次大戦時の太平洋艦隊潜水艦部隊司令長官。アメリカン・エクスポート＝イスブランツェン・ラインズ（American Export-Isbrandtsen Lines）社長。
海軍人事局（Bureau of Naval Personnel）に配属され、training-directorと巡洋艦「コロンバス」艦長を務めた。海軍省に勤務する傍ら、アーサー・ティックル・エンジニアリング・ワークス（Arthur Tickle Engineering Works）社長、同会長も務めた。

## 生涯
1899年9月、ニュージャージー州パース・アンボイで生まれ、その後バージニア州ディアフィールドとニューヨークに移り住んだ。1923年、アナポリス海軍兵学校を卒業し、その後ペンシルベニア州立大学で修士号を取得。1949年、大西洋のMilitary Sea Transportation Service（MSTS）司令官を務め、その後、国防長官府人事政策局長（director of personnel policy for Secretary of Defense office）に昇進した。1956年、軍事海上輸送司令部司令官に配属され、退役するまで海軍部門を指揮した。
ガンの治療を受けるために軍の病院に入院し、1981年5月5日にメリーランド州ベセスダのウォルター・リード国立軍事医療センターで死去。なお、妻のルイーズ・レイ・ウィル（ Louise Ley Will）は、夫が亡くなる8年前の1968年3月31日に亡くなった。

## 栄典
第二次世界大戦中の貢献が認められ、大統領からレジオン・オブ・メリット勲章を授与された。冷戦への貢献により2度目のレジオン・ド・メリットを授与され、後に3度目のレジオン・ド・メリットを授与された。